# 落合謙太郎

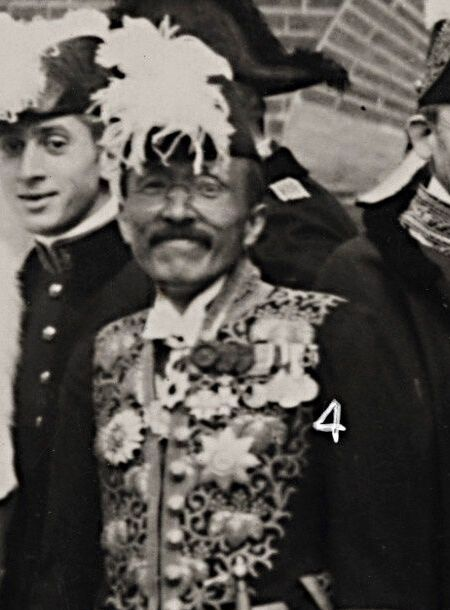
落合謙太郎 (1916年)

落合 謙太郎（おちあい けんたろう、1870年3月22日（明治3年2月21日） - 1926年（大正15年）6月4日）は、明治期から大正期の日本の外交官。ポーツマス会議・パリ講和会議に随員として、またローザンヌ近東和平会議やローマでの移民国際会議には首席全権となるなど、重要な国際会議に日本を代表し出席した。奉天総領事館の総領事や、イタリア国特命全権大使等も歴任し、ローマからの帰国途上船中で病没した。

## 生涯
落合謙太郎は、1870年3月22日（明治3年2月21日）、近江国浅井郡川道村（後の滋賀県東浅井郡大郷村、現・長浜市川道町）に落合孝平とといとの間に生まれた。1881年（明治14年）10月に巴水学校高等小学校を卒業した後、京都の神山鳳陽塾に入学し漢学を学ぶが馴染めず帰郷した。
1885年（明治18年）大阪文部省直轄大学分校予備科（後に第三高等中学校に改称し、学制改正により第三高等学校になる）第五級に編入し、1892年（明治25年）7月に第三高等中学校本科を卒業、9月に帝国大学法科大学政治学科へ入学した。
1895年（明治28年）帝国大学法科大学を卒業後、外務官及び領事官試験に合格し外務省に入省した。

ポーツマス会議。向こう側左からコロストウェツ、ナボコフ、ウィッテ、ローゼン、プランソン、手前左から安達、落合、小村、高平、佐藤。
会議で使われた写真中のテーブルは博物館明治村にて展示されている

京城と杭州で領事官を務め、ロシア公使館、本省政務局、フランス公使館に在勤した。ロシア在勤経験から、日露戦争の開戦を推進・画策した外務省、陸軍、海軍の少壮有志によるグループ湖月会メンバーであった。1905年（明治38年）日露講和会議全権委員（小村寿太郎）首席書記官としてポーツマス条約締結に奔走し、また清国特派全権大使首席書記官として満州善後条約調印を推進した。その後、再びロシア駐在となり、1911年（明治44年）に辛亥革命直後の奉天に赴任し第4代奉天総領事兼関東都督府事務官に任じられた。
奉天総領事は外務省2期後輩から引き継いだ人事であったが、辛亥革命以降の満州における日本権益保持と総領事館体制の強化を謀る上で、ポーツマス会議に出席し満洲を理解し、満洲善後条約締結に関与し清国政府について熟知している落合が適任とされた。特に満洲における革命派への取り締まりに対して、中立的立場を堅持しようとする外務省と不穏分子摘発に重きを置く軍部（関東都督府）との間の対立があり、外務省は軍部の動きを外交への関与と批判した。1912年（明治45年）2月2日、清王朝存続に見切りを付けた粛親王は北京を脱出し旅順の関東都督府に赴き、大日本帝国陸軍と張作霖の力を借り満蒙（満洲・内蒙古）独立を画策したことに対して、この動きを察知した落合は外務大臣の内田康哉に連絡を取り、未然に粛親王と軍部による暴発を防いだ（第一次満蒙独立運動）、また川島浪速などの動きを絶えず警戒した。また、対華21カ条要求に端を発した日貨排斥運動に対しては、寛容な態度を日本人・清国人双方に求め、取り締まりに対して穏便な対応を都督府に求めた結果、奉天において大きな衝突を招くことは防がれた。
その後、イタリア王国大使館参事官、1915年（大正4年）にオランダ王国兼デンマーク王国特命全権公使としてハーグに赴任した。1919年（大正8年）2月には、第一次世界大戦講和会議（パリ講和会議）全権委員（西園寺公望、牧野伸顕）の随員を命じられヴェルサイユ条約に連合国の一国として折衝に参加し、12月帰国した。また、1920年（大正9年）1月から6月まで平和条約実施委員として再度ヨーロッパに赴任し、条約履行状況の監視をおこなった。また、実施委員が解かれた後は、イタリア王国特命全権大使となった。
1922年（大正11年）11月、スイス・ローザンヌで開かれたの近東和平会議には全権委員となり、ローザンヌ条約をトルコ共和国（アンカラ政権）と日本、イギリス、フランス、イタリア王国、ギリシャ、ルーマニア王国、ユーゴスラビア王国（当時の国号は「セルビア人・クロアチア人・スロベニア人王国」）の間で調印した。1924年（大正13年）3月には、イタリア王国・ローマでの移民国際会議に代表委員として参加し、アメリカにおける移民制限の動きを念頭に置き人種差別撤廃決議案を提出する、1926年（大正15年）6月4日、帰国途中の船中で死去した。なお、アメリカにおける移民制限は、同年7月1日に施行されたアメリカ合衆国「1924年移民法」（通称排日移民法）により、東ヨーロッパ・南ヨーロッパ・アジア出身者の移民を厳しく制限することを目的とし、特にアジア出身者については全面的に移民を禁止する条項が設けられてしまった（当時アジアからの移民の大半を占めていた日本人が排除されることとなった）。

## 追悼文
- 幣原喜重郎談（当時外務大臣、朝日新聞）[1]

私と落合氏は中学の同窓で、高等学校から大学まで一緒に過ごし、共に明治28年外務省に入った。落合氏は常に外国廻りをしており、語学は英・仏・独・露語に堪能であった。国際会議にはポーツマス会議に随員として加わり、パリ会議には事務総長格として働き、またローザンヌには全権として臨んだ、外交官型の几帳面な性格で、事務手腕に富んだ剛直な人物であった。頭脳明晰なことは同期生中第一であろう。今度は夫人を伴っての帰国であったが、お子さんは一人もいない。（中略）肉腫が大きくなって腹膜炎を起こしたので、大事すれば神戸までもつであろうとのことで、一目故国の山河を見せたいと思っていた。
- 小村欣一侯爵（小村寿太郎長男）[1]

落合氏は日本には家はなく帰朝するごとに大阪の親族の家に泊まると言った淋しい気の毒な外国生活が非常に永かった人です。今度の帰朝の途につく際もムッソリーニ首相がわざわざ書面で落合大使の健康回復を切に祈り、かつ慰めて来たぐらいイタリアでは人気のあった外交官だったのに…。

## 年譜
- 1870年：2月21日（3月22日）誕生。
- 1876年：大郷村村立小学校巴水学校入学。
- 1881年：10月巴水学校高等小学校卒業、神山鳳陽塾に入学（帰郷）。
- 1885年：9月大阪文部省直轄大学分校予備科第五級編入。
- 1890年：7月第三高等中学校予科卒業、同本科1部入学。
- 1892年：7月第三高等中学校本科卒業、9月帝国大学法科大学政治学科入学。
- 1895年：7月帝国大学法科大学政治学科卒業、9月外務官及び領事官試験合格、10月外務省領事官補・京城領事館着任。
- 1986年：3月杭州着任、10月帰国。
- 1897年：2月外交官補、5月ロシア公使館着任。
- 1899年：ロシア公使館三等書記官に昇任。
- 1902年：5月二等書記官に昇任しロシア公使館三等書記官を解く、10月帰国、伏見たかと結婚。
- 1903年：11月フランス公使館着任。
- 1905年：8月日露講和会議全権委員随員を命じられポーツマスに派遣、9月帰任、11月清国特派全権大使随員として北京に派遣。
- 1906年：1月一等書記官に昇任、4月ロシア公使館着任。
- 1908年：5月ロシア公使館が大使館に昇格。
- 1909年：6月参事官に昇任。
- 1910年：一時帰国。
- 1911年：7月ロシア帰任、8月ロシア大使館参事官を解く、11月奉天総領事に命じられ着任。
- 1912年：8月一時帰国、10月帰任。
- 1913年：3月一時帰国、8月帰任。
- 1915年：8月奉天総領事を解く、10月イタリア王国大使館参事官に命じられ、11月特命全権公使に昇任しオランダ王国駐在に任じられデンマーク王国駐在を兼務。
- 1916年：2月オランダのハーグに着任。
- 1919年：2月第一次世界大戦講和全権委員随員に命じられパリ派遣、12月帰国。
- 1920年：1月平和条約実施委員に任命（〜6月）、5月ロンドン・パリへ出張、7月特命全権大使としてイタリア王国に駐在、9月イタリア王国に着任、オランダ王国より「オランジュナッソー第一等勲章」受勲。
- 1921年：11月イタリア駐在を解く。
- 1922年：1月帰国、6月イタリア王国より「グランガロアサンモーリス・エ・ラザル勲章」受勲、11月スイスのローザンヌでの近東和平会議に全権委員として参加。
- 1923年：2月帰任。
- 1924年：3月イタリア王国のローマでの移民国際会議に代表委員として参加。
- 1926年：4月帰国のためローマ出発、6月4日帰国途中の船内にて死去、正三位に叙される。

## 栄典・授章・授賞
位階
- 1922年（大正11年）12月11日 - 従三位[4]

勲章等
- 1906年（明治39年）4月1日 - 明治三十七八年従軍記章[5]
- 1916年（大正5年）4月1日 - 旭日重光章[6]
- 1920年（大正9年）9月7日 - 勲一等旭日大綬章[7]

## 関連書籍
著書
- 「実業少年5(2) 1911年2月」 P25「露西亜で最も目につくものと感じの異ふ事」の項（博文館）
- 「通商公報(54)」  「錦州地方穀物出廻高豫想―奉天」（外務省通商局編 帝国地方行政学会）
- 「通商公報(275)」 「錦州商業狀況―奉天」（外務省通商局編 帝国地方行政学会）
- 「通商公報(276)」 「錦州工業狀況―奉天」（外務省通商局編 帝国地方行政学会）

落合謙太郎に係る書籍
- 「滋賀県百科事典」（滋賀県百科事典刊行会編 大和書房 1984年）
- 「近江の先覚 第1集」（滋賀県教育会編 滋賀県教育会 1951年）